# 水原明窗
水原 明窗（水原 明窓、みずはら めいそう、1924年3月29日 - 1993年11月28日）は、中国切手の世界的な切手収集家。本名、落合 光（おちあい みつ） 。
株式会社郵趣会館代表取締役、財団法人日本郵趣協会理事長（1982年）、財団法人フィラテリーセンター理事長（1989年）。

## 人物
神奈川県生まれ。1946年中国から復員し、切手を中心に郵便の研究を行う日本郵趣協会を創設した。日本切手カタログ及び外国切手カタログの出版や同好の組織化、研究活動の充実に力を注ぎ、郵趣用品の開発・普及、日本で最初の全国切手展を開催するなど、今日の切手収集の礎を確立させた。
水原明窗コレクションは、チャイニーズ・フィラテリーの全分野で世界のトップを行き、さらに朝鮮郵便史コレクション、モンゴル郵便史コレクションでも世界有数の切手収集家であった。国際切手展においては、100を超えて金賞を受賞する。
各国政府の招請により、1981年に北京、上海、1991年にウランバートルで個展を開催し、モンゴルからは切手展の記念切手としては世界初となる、個人の収集家名が入った切手が発行された。
著書には、「華郵集錦」「朝鮮近代郵便史コレクション」「中国解放区郵票図鑑」「最新もの知り切手用語集」などがある。晩年には博物館建設に力を注ぎ、東京目白にある切手の博物館の運営母体となる財団法人フィラテリーセンターを設立するが、膵臓癌にて逝去。
1993年12月18日・19日に郵趣会館で日本郵趣協会葬として「水原明窓さんを想う会」が実施された。1980年発足の中島健蔵賞が、水原没後は中島健蔵・水原明窗賞に変更された。